# Associazione Sportiva Roma 1987-1988
Questa voce raccoglie le informazioni riguardanti l'Associazione Sportiva Roma nelle competizioni ufficiali della stagione 1987-1988.

## Stagione

I neoacquisti Tempestilli, Collovati e Signorini al termine della vittoriosa trasferta di Avellino.

Con il ritorno in panchina di Nils Liedholm, nell'estate del 1987 arrivano a Roma, fra gli altri, il tedesco Rudi Völler e l'ex laziale Lionello Manfredonia; l'acquisto di questo ultimo provoca una spaccatura all'interno del gruppo storico dei tifosi giallorossi, il "Commando Ultrà Curva Sud", che si divide in due fazioni, il CUCS Gruppo Anti Manfredonia che racchiude la quasi totalità della "vecchia guardia", e il "Vecchio CUCS". È l'ultimo anno per Zbigniew Boniek e, soprattutto, per una "bandiera" come Roberto Pruzzo, ormai relegato al ruolo di riserva. La compagine giallorossa svolge una stagione positiva che si conclude con il terzo posto in classifica, raggiungendo la qualificazione alla Coppa UEFA.

## Divise e sponsor
Lo sponsor tecnico è NR, lo sponsor ufficiale è Barilla. La prima divisa è costituita da maglia rossa con colletto a polo giallo, pantaloncini rossi e calzettoni rossi bordati di giallo. In trasferta i Lupi usano una maglia bianca con colletto a polo rosso, pantaloncini bianchi, calzettoni bianchi bordati di rosso. I portieri usano una divisa costituita pantaloncini e calzettoni neri abbinati a maglie con colletto a polo grigie e gialle con maniche e decorazioni nere.
| Casa | Casa (alternativa) | Trasferta | 1ª portiere | 2ª portiere |

## Organigramma societario
Di seguito l'organigramma societario.
Area direttiva
Presidente: Dino Viola
Direttore generale: Dario Borgogno
Consulente del presidente: Pierpaolo Marino
Area tecnica
Segretario sportivo: Giorgio Perinetti
Direttore tecnico: Nils Liedholm
Allenatore: Angelo Benedicto Sormani
Area sanitaria
- Medici sociali: Ernesto Alicicco

## Rosa
Di seguito la rosa.
| N. |                   | Ruolo | Calciatore            |
| -- | ----------------- | ----- | --------------------- |
|    | Italia (bandiera) | P     | Paolo Onorati         |
|    | Italia (bandiera) | P     | Angelo Peruzzi        |
|    | Italia (bandiera) | P     | Attilio Gregori       |
|    | Italia (bandiera) | P     | Franco Tancredi       |
|    | Italia (bandiera) | D     | Marco Baroni          |
|    | Italia (bandiera) | D     | Fulvio Collovati      |
|    | Italia (bandiera) | D     | Manuel Gerolin        |
|    | Italia (bandiera) | D     | Sebastiano Nela       |
|    | Italia (bandiera) | D     | Emidio Oddi           |
|    | Italia (bandiera) | D     | Ubaldo Righetti       |
|    | Italia (bandiera) | D     | Gianluca Signorini    |
|    | Italia (bandiera) | D     | Antonio Tempestilli   |
|    | Italia (bandiera) | C     | Massimiliano Cappioli |
|    | Italia (bandiera) | C     | Gianni Cavezzi        |
|    | Italia (bandiera) | C     | Bruno Conti           |

| N. |                           | Ruolo | Calciatore                   |
| -- | ------------------------- | ----- | ---------------------------- |
|    | Italia (bandiera)         | C     | Alessandro Cucciari          |
|    | Italia (bandiera)         | C     | Stefano Desideri             |
|    | Italia (bandiera)         | C     | Antonio Di Carlo             |
|    | Italia (bandiera)         | C     | Sergio Domini                |
|    | Italia (bandiera)         | C     | Giuseppe Giannini (capitano) |
|    | Italia (bandiera)         | C     | Lionello Manfredonia         |
|    | Italia (bandiera)         | C     | Roberto Policano             |
|    | Italia (bandiera)         | A     | Massimo Agostini             |
|    | Italia (bandiera)         | A     | Leonardo Aiello              |
|    | Italia (bandiera)         | A     | Edoardo Artistico            |
|    | Italia (bandiera)         | A     | Paolo Baldieri               |
|    | Polonia (bandiera)        | A     | Zbigniew Boniek              |
|    | Italia (bandiera)         | A     | Roberto Pruzzo               |
|    | Germania Ovest (bandiera) | A     | Rudi Völler                  |

## Calciomercato
Di seguito il calciomercato.

### Sessione estiva
| Acquisti | Acquisti             | Acquisti     | Acquisti                |
| R.       | Nome                 | da           | Modalità                |
| -------- | -------------------- | ------------ | ----------------------- |
| D        | Fulvio Collovati     | Udinese      | definitivo              |
| D        | Gianluca Signorini   | Parma        | definitivo (1,6 Mld. £) |
| C        | Angelo Di Livio      | Nocerina     | fine prestito           |
| C        | Lionello Manfredonia | Juventus     | definitivo (3 Mld. £)   |
| C        | Roberto Policano     | Genoa        | definitivo (3,5 Mld. £) |
| A        | Edoardo Artistico    | L.R. Vicenza | prestito                |
| A        | Rudi Völler          | Werder Brema | definitivo (5,5 Mld. £) |

| Cessioni | Cessioni            | Cessioni | Cessioni              |
| R.       | Nome                | a        | Modalità              |
| -------- | ------------------- | -------- | --------------------- |
| D        | Paolo Mastrantonio  | Genoa    | definitivo            |
| C        | Carlo Ancelotti     | Milan    | definitivo (5 Mld. £) |
| C        | Klaus Berggreen     | Torino   | definitivo            |
| C        | Andrea Bianchi      | Udinese  | definitivo            |
| C        | Angelo Di Livio     | Perugia  | prestito              |
| C        | Stefano Impallomeni | Cesena   | prestito              |
| C        | Elio Pecoraro       | Varese   | definitivo            |
| A        | Nicola Palermo      | Catania  | definitivo            |
| A        | Marcello Porciatti  | Varese   | definitivo            |

### Sessione autunnale
| Acquisti | Acquisti            | Acquisti | Acquisti              |
| R.       | Nome                | a        | Modalità              |
| -------- | ------------------- | -------- | --------------------- |
| D        | Antonio Tempestilli | Como     | definitivo (2 Mld. £) |
| C        | Sergio Domini       | Genoa    | definitivo (1,8 Mld.) |

| Cessioni | Cessioni         | Cessioni | Cessioni   |
| R.       | Nome             | a        | Modalità   |
| -------- | ---------------- | -------- | ---------- |
| P        | Attilio Gregori  | Genoa    | definitivo |
| D        | Marco Baroni     | Lecce    | definitivo |
| C        | Ubaldo Righetti  | Udinese  | definitivo |
| C        | Antonio Di Carlo | Genoa    | definitivo |
| A        | Paolo Baldieri   | Empoli   | definitivo |

## Risultati

### Serie A

#### Girone di andata
| Arbitro: | Lo Bello (Siracusa) |

|               |           |                   |
| Scarafoni 30’ | Marcatori | 73’ (rig.) Boniek |

| Arbitro: | Pairetto (Torino) |

|                       |           |  |
| Völler 73’ Boniek 75’ | Marcatori |  |

| Arbitro: | Casarin (Milano) |

|                                      |           |                                      |
| Tempestilli 11’ (aut.) Schachner 41’ | Marcatori | 5’ Boniek 56’ Giannini 79’ Collovati |

| Arbitro: | Baldas (Trieste) |

|                   |           |  |
| Boniek 67’ (rig.) | Marcatori |  |

| Arbitro: | Agnolin (Bassano del Grappa) |

|             |           |  |
| Cabrini 43’ | Marcatori |  |

| Arbitro: | Magni (Bergamo) |

|            |           |              |
| Pruzzo 46’ | Marcatori | 67’ Francini |

| Arbitro: | Cornieti (Forlì) |

|                                  |           |                  |
| Giannini 1’ Völler 8’ Boniek 57’ | Marcatori | 67’ Corneliusson |

| Arbitro: | Lanese (Messina) |

|                       |           |                 |
| Cucchi 4’ Ekström 19’ | Marcatori | 41’ Manfredonia |

| Arbitro: | Pairetto (Torino) |

|                                           |           |                                |
| Manfredonia 15’ Giannini 20’ Desideri 83’ | Marcatori | 13’ Fanna 88’ (rig.) Altobelli |

| Genova 29 novembre 1987, ore 14:30 10ª giornata | Sampdoria                    | 0 – 0 referto | Roma | Stadio Luigi Ferraris (circa 17.000 spett.)\| Arbitro: \| Agnolin (Bassano del Grappa) \| |
| Arbitro:                                        | Agnolin (Bassano del Grappa) |               |      |                                                                                           |

| Arbitro: | D'Elia (Salerno) |

|                   |           |  |
| Virdis 83’ (rig.) | Marcatori |  |

| Arbitro: | Frigerio (Milano) |

|                                                                  |           |               |
| M. Agostini 5’, 54’ Galvani 23’ (aut.) Giannini 52’ Policano 90’ | Marcatori | 79’ Slišković |

| Arbitro: | Lanese (Messina) |

|                      |           |  |
| Collovati 43’ (aut.) | Marcatori |  |

| Arbitro: | Pezzella (Frattamaggiore) |

|            |           |            |
| Völler 54’ | Marcatori | 77’ Gritti |

| Arbitro: | Paparesta (Bari) |

|  |           |            |
|  | Marcatori | 72’ Boniek |

#### Girone di ritorno
| Arbitro: | Baldas (Trieste) |

|                                              |           |  |
| Giannini 31’ (rig.), 57’ (rig.) Desideri 90’ | Marcatori |  |

| Cesena 31 gennaio 1988, ore 14:30 17ª giornata | Cesena              | 0 – 0 referto | Roma | Stadio La Fiorita (circa 21.000 spett.)\| Arbitro: \| Amendolia (Messina) \| |
| Arbitro:                                       | Amendolia (Messina) |               |      |                                                                              |

| Roma 7 febbraio 1988, ore 15:00 18ª giornata | Roma               | 0 – 0 referto | Avellino | Stadio Olimpico di Roma (circa 35.000 spett.)\| Arbitro: \| Sguizzato (Verona) \| |
| Arbitro:                                     | Sguizzato (Verona) |               |          |                                                                                   |

| Arbitro: | Casarin (Milano) |

|                |           |          |
| Piovanelli 84’ | Marcatori | 68’ Oddi |

| Arbitro: | Lombardo (Marsala) |

|                   |           |  |
| Desideri 63’, 78’ | Marcatori |  |

| Arbitro: | Agnolin (Bassano del Grappa) |

|            |           |                       |
| Careca 80’ | Marcatori | 20’ Giannini 70’ Oddi |

| Arbitro: | Baldas (Trieste) |

|  |           |              |
|  | Marcatori | 49’ Policano |

| Arbitro: | Pezzella (Frattamaggiore) |

|              |           |  |
| Giannini 50’ | Marcatori |  |

| Arbitro: | Agnolin (Bassano del Grappa) |

|                                                  |           |                                        |
| Altobelli 13’ (rig.) Bergomi 17’ Ciocci 31’, 68’ | Marcatori | 39’ (rig.) Giannini 45’ (aut.) Bergomi |

| Arbitro: | D'Elia (Salerno) |

|  |           |                              |
|  | Marcatori | 67’ Vialli 78’ (rig.) Bonomi |

| Arbitro: | Pairetto (Torino) |

|  |           |                        |
|  | Marcatori | 24’ Virdis 85’ Massaro |

| Pescara 24 aprile 1988, ore 15:30 27ª giornata | Pescara          | 0 – 0 referto | Roma | Stadio Adriatico (circa 28.000 spett.)\| Arbitro: \| Cornieti (Forlì) \| |
| Arbitro:                                       | Cornieti (Forlì) |               |      |                                                                          |

| Arbitro: | Felicani (Bologna) |

|                   |           |              |
| Giannini 31’, 39’ | Marcatori | 75’ Rebonato |

| Arbitro: | Magni (Bergamo) |

|                       |           |  |
| Gritti 55’ Crippa 90’ | Marcatori |  |

| Arbitro: | Nicchi (Arezzo) |

|                |           |  |
| Manfredonia 8’ | Marcatori |  |

### Coppa Italia

#### Primo turno
| Arbitro: | Amendolia (Messina) |

|              |           |  |
| Agostini 62’ | Marcatori |  |

| Arbitro: | Lanese (Messina) |

|  |           |                            |
|  | Marcatori | 31’ Manfredonia 79’ Völler |

| Arbitro: | Lombardo (Marsala) |

|                                             |                      |                                           |
| Júnior Slišković Berlinghieri Loseto Pagano | Tiri di rigore 3 – 4 | Giannini Righetti Gerolin Agostini Völler |

| Arbitro: | Pairetto (Torino) |

|                                   |           |                     |
| Gentilini 48’ (aut.) Giannini 63’ | Marcatori | 30’ (rig.) Briaschi |

| Arbitro: | Pezzella (Frattamaggiore) |

|                           |                      |                                  |
| Pallanch 85’              | Marcatori            | 48’ Boniek                       |
| Bernardini Saurini Congiu | Tiri di rigore 1 – 4 | Desideri Boniek Giannini Gerolin |

#### Fase finale
| Arbitro: | Magni (Bergamo) |

|                             |           |              |
| Zanoncelli 11’ Brambati 24’ | Marcatori | 90+1’ Völler |

| Roma 20 gennaio 1988, ore 14:45 Ottavi di finale - Ritorno | Roma              | 0 – 0 referto | Empoli | Stadio Olimpico di Roma (12.740 spett.)\| Arbitro: \| Pairetto (Torino) \| |
| Arbitro:                                                   | Pairetto (Torino) |               |        |                                                                            |

## Statistiche

### Statistiche di squadra
Di seguito le statistiche di squadra.
| Competizione | Punti | In casa | In casa | In casa | In casa | In casa | In casa | In trasferta | In trasferta | In trasferta | In trasferta | In trasferta | In trasferta | Totale | Totale | Totale | Totale | Totale | Totale | D.R. |
| Competizione | Punti | G       | V       | N       | P       | Gf      | Gs      | G            | V            | N            | P            | Gf           | Gs           | G      | V      | N      | P      | Gf     | Gs     | D.R. |
| ------------ | ----- | ------- | ------- | ------- | ------- | ------- | ------- | ------------ | ------------ | ------------ | ------------ | ------------ | ------------ | ------ | ------ | ------ | ------ | ------ | ------ | ---- |
| Serie A      | 38    | 15      | 10      | 3       | 2       | 25      | 11      | 15           | 5            | 5            | 5            | 14           | 15           | 30     | 15     | 8      | 7      | 39     | 26     | +13  |
| Coppa Italia |       | 3       | 2       | 1       | 0       | 3       | 1       | 4            | 1            | 2            | 1            | 4            | 3            | 7      | 3      | 3      | 1      | 7      | 4      | +3   |
| Totale       |       | 18      | 12      | 4       | 2       | 28      | 12      | 19           | 6            | 7            | 6            | 18           | 18           | 37     | 18     | 11     | 8      | 46     | 30     | +16  |

### Andamento in campionato
| Giornata  | 1 | 2 | 3 | 4 | 5 | 6 | 7 | 8 | 9 | 10 | 11 | 12 | 13 | 14 | 15 | 16 | 17 | 18 | 19 | 20 | 21 | 22 | 23 | 24 | 25 | 26 | 27 | 28 | 29 | 30 |
| --------- | - | - | - | - | - | - | - | - | - | -- | -- | -- | -- | -- | -- | -- | -- | -- | -- | -- | -- | -- | -- | -- | -- | -- | -- | -- | -- | -- |
| Luogo     | T | C | T | C | T | C | C | T | C | T  | T  | C  | T  | C  | T  | C  | T  | C  | T  | C  | T  | T  | C  | T  | C  | C  | T  | C  | T  | C  |
| Risultato | N | V | V | V | P | N | V | P | V | N  | V  | V  | P  | N  | V  | V  | N  | N  | N  | V  | V  | V  | V  | P  | P  | P  | N  | V  | P  | V  |
| Posizione | 7 | 3 | 2 | 2 | 2 | 2 | 2 | 4 | 4 | 4  | 3  | 2  | 4  | 4  | 3  | 3  | 3  | 3  | 3  | 3  | 3  | 3  | 3  | 3  | 3  | 3  | 3  | 3  | 3  | 3  |

Legenda:

Luogo: C = Casa; T = Trasferta. Risultato: V = Vittoria; N = Pareggio; P = Sconfitta.

### Statistiche dei giocatori
Di seguito le statistiche dei giocatori.
| Giocatore      | Serie A  | Serie A | Serie A     | Serie A    | Coppa Italia | Coppa Italia | Coppa Italia | Coppa Italia | Totale   | Totale | Totale      | Totale     |
| Giocatore      | Presenze | Reti    | Ammonizioni | Espulsioni | Presenze     | Reti         | Ammonizioni  | Espulsioni   | Presenze | Reti   | Ammonizioni | Espulsioni |
| -------------- | -------- | ------- | ----------- | ---------- | ------------ | ------------ | ------------ | ------------ | -------- | ------ | ----------- | ---------- |
| P. Onorati     | 0        | -0      | 0+          | 0+         | -            | -            | -            | -            | 0        | -0     | 0+          | 0+         |
| A. Peruzzi     | 1        | -1      | 0+          | 0+         | -            | -            | -            | -            | 1        | -1     | 0+          | 0+         |
| A. Gregori     | -        | -       | -           | -          | 3            | -2           | 0+           | 0+           | 3        | -2     | 0+          | 0+         |
| F. Tancredi    | 30       | -0      | 1+          | 0+         | 5            | -0           | 0+           | 0+           | 35       | -0     | 1+          | 0+         |
| M. Baroni      | -        | -       | -           | -          | 4            | 0            | 0+           | 0+           | 4        | 0      | 0+          | 0+         |
| F. Collovati   | 26       | 1       | 0+          | 0+         | 6            | 0            | 0+           | 0+           | 32       | 1      | 0+          | 0+         |
| M. Gerolin     | 17       | 0       | 2+          | 0+         | 4            | 0            | 0+           | 0+           | 21       | 0      | 2+          | 0+         |
| S. Nela        | 6        | 0       | 0+          | 0+         | -            | -            | -            | -            | 6        | 0      | 0+          | 0+         |
| E. Oddi        | 26       | 2       | 3+          | 0+         | 2            | 0            | 0+           | 0+           | 28       | 2      | 3+          | 0+         |
| U. Righetti    | 1        | 0       | 0+          | 0+         | 4            | 0            | 1+           | 0+           | 5        | 0      | 1+          | 0+         |
| G. Signorini   | 29       | 0       | 5+          | 0+         | 7            | 0            | 0+           | 0+           | 36       | 0      | 5+          | 0+         |
| A. Tempestilli | 30       | 0       | 3+          | 0+         | 2            | 0            | 0+           | 0+           | 32       | 0      | 3+          | 0+         |
| M. Cappioli    | 0        | 0       | 0           | 0          | 0            | 0            | 0            | 0            | 0        | 0      | 0           | 0          |
| G. Cavezzi     | 0        | 0       | 0           | 0          | -            | -            | -            | -            | 0        | 0      | 0           | 0          |
| B. Conti       | 16       | 0       | 4+          | 0+         | 6            | 0            | 1+           | 0+           | 22       | 0      | 5+          | 0+         |
| A. Cucciari    | -        | -       | -           | -          | -            | -            | -            | -            | -        | -      | -           | -          |
| S. Desideri    | 23       | 4       | 4+          | 0+         | 2            | 0            | 0+           | 0+           | 25       | 4      | 4+          | 0+         |
| A. Di Carlo    | -        | -       | -           | -          | 1            | 0            | 0+           | 0+           | 1        | 0      | 0+          | 0+         |
| S. Domini      | 20       | 0       | 1+          | 0+         | 2            | 0            | 0+           | 0+           | 22       | 0      | 1+          | 0+         |
| G. Giannini    | 28       | 11      | 4+          | 1+         | 7            | 1            | 0+           | 0+           | 35       | 12     | 4+          | 1+         |
| L. Manfredonia | 28       | 3       | 5+          | 1+         | 7            | 1            | 1+           | 0+           | 35       | 4      | 6+          | 1+         |
| R. Policano    | 17       | 2       | 1+          | 1+         | 5            | 0            | 0+           | 0+           | 22       | 2      | 1+          | 1+         |
| M. Agostini    | 18       | 2       | 1+          | 0+         | 6            | 1            | 1+           | 0+           | 24       | 3      | 2+          | 0+         |
| L. Aiello      | 0        | 0       | 0           | 0          | -            | -            | -            | -            | 0        | 0      | 0           | 0          |
| E. Artistico   | -        | -       | -           | -          | -            | -            | -            | -            | -        | -      | -           | -          |
| P. Baldieri    | -        | -       | -           | -          | 3            | 0            | 0+           | 0+           | 3        | 0      | 0+          | 0+         |
| Z. Boniek      | 21       | 6       | 3+          | 0+         | 3            | 1            | 0+           | 0+           | 24       | 7      | 3+          | 0+         |
| R. Pruzzo      | 11       | 1       | 0+          | 0+         | 3            | 0            | 0+           | 0+           | 14       | 1      | 0+          | 0+         |
| R. Völler      | 21       | 3       | 2+          | 0+         | 7            | 2            | 1+           | 0+           | 28       | 5      | 3+          | 0+         |

## Giovanili

Il promettente Angelo Peruzzi, portiere delle giovanili romaniste, in questa stagione fa il suo esordio in prima squadra.

### Piazzamenti
- Primavera:
  - Campionato Primavera
  - Coppa Italia Primavera
  - Torneo di Viareggio: quarti di finale

### Videografia
- Manuela Romano (a cura di), La storia della A.S. Roma (10 DVD-Video), Corriere dello Sport, Rai Trade, 2006.